# Mazurka dragostei (film)
Mazurka dragostei (titlul original: în germană Mazurka der Liebe) este ecranizarea DEFA a unei operete de către Hans Müller din anul 1957. Conținutul se bazează pe opereta lui Carl Millöcker, Studentul cerșetor (Der Bettelstudent).

## Distribuție
- Christiane Kubrick – Laura
- Albert Garbe – colonelul Ollendorf
- Bert Fortell – Simon
- Eberhard Krug – Jan
- Katharina Mayberg – Bronislawa
- Jarmila Kšírová – contesa Kowalska
- Michael Günther – Von Rochow
- Kurt Mühlhardt – Von Henrici
- Otto Eduard Stübler – Enterich
- Charles-Hans Vogt – Onouphrie
- Jochen Diestelmann – un protestatar
- Hans Wehrl – Roman
- Manfred Krug – bărbatul tânăr
- Rolf Bergmann – un ofițer
- Herbert Köfer – vânzătorul de miere
- Curt Lucas – primarul
- Maximilian Larsen – un cerșetor orb

## Legături externe
- Mazurka dragostei la Internet Movie Database